# Josh Stewart
Joshua Regnall Stewart (Diana, Nyugat-Virginia, 1977. február 6. –) amerikai színész.
Főként televíziós sorozatokból ismert, köztük az FX Dirt: A hetilap című sorozatából, illetve a Gyilkos elmékből. Játszott továbbá a Harmadik műszak utolsó, valamint a Netflix A Megtorló második évadjában, utóbbiban a címszereplő ellenlábasaként.
A filmvásznon A sötét lovag – Felemelkedés (2012) című filmben volt fontosabb szerepe. A gyűjtő (2009) című horrorfilmben és annak 2012-es folytatásában a főszereplő Arkint játszotta.

## Filmográfia

### Film
| Év   | Magyar cím                    | Eredeti cím                         | Szerep             | Magyar hang    |
| ---- | ----------------------------- | ----------------------------------- | ------------------ | -------------- |
| 2006 |                               | Lenexa, 1 Mile                      | T.J. Ketting       |                |
| 2007 | Bobby Z élete és halála       | The Death and Life of Bobby Z       | Monk               | Fekete Zoltán  |
| 2007 |                               | Jekyll                              | Tommy              |                |
| 2008 | Benjamin Button különös élete | The Curious Case of Benjamin Button | Pleasant Curtis    |                |
| 2008 | Molly Hartley kísértése       | The Haunting of Molly Hartley       | Mr. Draper         |                |
| 2009 | A gyűjtő                      | The Collector                       | Arkin              |                |
| 2009 | Törvénytisztelő polgár        | Law Abiding Citizen                 | Rupert Ames        | Király Adrián  |
| 2010 |                               | Beneath the Dark                    | Paul               |                |
| 2012 | A sötét lovag – Felemelkedés  | The Dark Knight Rises               | Barsad             | Dolmány Attila |
| 2012 |                               | The Collection                      | Arkin              |                |
| 2013 |                               | Event 15                            | Oldsman őrmester   |                |
| 2013 |                               | The Hunted                          | Jake               |                |
| 2014 | Transzcendens                 | Transcendence                       | Paul               | Magyar Bálint  |
| 2014 | Csillagok között              | Interstellar                        | CASE (hangja)      | Welker Gábor   |
| 2016 |                               | Discarnate                          | Casey Blackburn    |                |
| 2016 | Viharlovagok                  | The Finest Hours                    | Tchuda Southerland | Horváth Illés  |
| 2016 |                               | Cold Moon                           | Nathan Redfield    |                |
| 2016 |                               | The Neighbor                        | John               |                |
| 2018 | Insidious – Az utolsó kulcs   | Insidious: The Last Key             | Gerald Rainier     | Schmied Zoltán |
| 2018 |                               | Malicious                           | Adam Pierce        |                |
| 2019 |                               | The Mustang                         | Dan                |                |
| 2019 |                               | Back Fork                           | Waylon             |                |

### Televízió
| Év        | Magyar cím              | Eredeti cím                    | Szerep                         | Megjegyzések                    |
| --------- | ----------------------- | ------------------------------ | ------------------------------ | ------------------------------- |
| 2000      | Dawson és a haverok     | Dawson's Creek                 | statiszta                      | 1 epizód                        |
| 2003      |                         | Then Came Jones                | Bill Jenkins                   | próbaepizód (nem került adásba) |
| 2003      | CSI: A helyszínelők     | CSI: Crime Scene Investigation | Sean Cleary                    | 1 epizód                        |
| 2004–2005 | Harmadik műszak         | Third Watch                    | Brendan Finney rendőr          | főszereplő, 6. évad (20 epizód) |
| 2007–2008 | Dirt: A hetilap         | Dirt                           | Holt McLaren                   | főszereplő (20 epizód)          |
| 2007–2019 | Gyilkos elmék           | Criminal Minds                 | William LaMontagne Jr. nyomozó | visszatérő szereplő (16 epizód) |
| 2008      |                         | Raising the Bar                | Dan Denton                     | 1 epizód                        |
| 2008      | Vészhelyzet             | ER                             | Daniel                         | 1 epizód                        |
| 2009      | CSI: Miami helyszínelők | CSI: Miami                     | Colin Astor                    | 1 epizód                        |
| 2009      | Terepen                 | Southland                      | Vid Holmes                     | 1 epizód                        |
| 2009      | A mentalista            | The Mentalist                  | Harlan McAdoo                  | 1 epizód                        |
| 2010      | Szellemekkel suttogó    | Ghost Whisperer                | Robert Wharton                 | 1 epizód                        |
| 2010–2011 |                         | No Ordinary Family             | Joshua                         | visszatérő szereplő (14 epizód) |
| 2012      | Grimm                   | Grimm                          | Bill                           | 1 epizód                        |
| 2012      |                         | The Walking Dead: Cold Storage | Chase                          | főszereplő (4 epizód)           |
| 2017–2018 |                         | Shooter                        | Solotov                        | főszereplő (2-3. évad)          |
| 2019      | A Megtorló              | The Punisher                   | John Pilgrim                   | főszereplő (2. évad)            |
| 2021      | Az újonc                | The Rookie                     | Graham Porter                  | 1 epizód                        |
| 2024      |                         | Manhunt                        | Wallace                        | minisorozat                     |

## Fordítás
- Ez a szócikk részben vagy egészben  a   Josh Stewart című angol Wikipédia-szócikk fordításán alapul.  Az eredeti cikk szerkesztőit annak laptörténete sorolja fel. Ez a jelzés csupán a megfogalmazás eredetét és a szerzői jogokat jelzi, nem szolgál a cikkben szereplő információk forrásmegjelöléseként.